# Équipe de Suisse de football en 1935
Cet article présente les résultats de l'équipe de Suisse de football lors de l'année 1935. En mai, elle rencontre pour la première fois l'équipe d'Irlande.

## Bilan
|           | Nombre de matchs | Victoires | Défaites | Matchs nuls | Buts marqués | Buts encaissés |
| Domicile  | 4                | 4         | 0        | 0           | 11           | 3              |
| Extérieur | 4                | 0         | 3        | 1           | 4            | 15             |
| Neutre    | 0                | 0         | 0        | 0           | 0            | 0              |
| Total     | 8                | 4         | 3        | 1           | 15           | 18             |

## Matchs et résultats
| Match amical                                | Allemagne                      | 4 - 0   | Suisse | Adolf-Hitler-Kampfbahn, Stuttgart                |                                                  |
| 27 janvier 1935 · Historique des rencontres | Conen 29e 42e 50e · Lehner 73e | (2 - 0) |        | Spectateurs : 60 000 Arbitrage : Lucien Leclercq | Spectateurs : 60 000 Arbitrage : Lucien Leclercq |
| 27 janvier 1935 · Historique des rencontres | Rapport                        |         |        | Spectateurs : 60 000 Arbitrage : Lucien Leclercq | Spectateurs : 60 000 Arbitrage : Lucien Leclercq |

| Coupe internationale européenne 1933-1935 | Tchécoslovaquie            | 3 - 1   | Suisse    | Stade Letná, Prague                                   |                                                       |
| 17 mars 1935 · Historique des rencontres  | Horák 8e · Nejedlý 37e 89e | (1 - 1) | 48e Bösch | Spectateurs : 28 000 Arbitrage : Peter Joseph Bauwens | Spectateurs : 28 000 Arbitrage : Peter Joseph Bauwens |
| 17 mars 1935 · Historique des rencontres  | Rapport                    |         |           | Spectateurs : 28 000 Arbitrage : Peter Joseph Bauwens | Spectateurs : 28 000 Arbitrage : Peter Joseph Bauwens |

| Coupe internationale européenne 1933-1935         | Suisse                                            | 6 - 2   | Hongrie | Hardturm, Zurich                                  |                                                   |
| 14 avril 1935 · 15h00 · Historique des rencontres | Jäck 9e · Kielholz 24e 35e 59e · Abegglen 41e 64e | (4 - 0) | Cseh    | Spectateurs : 30 000 Arbitrage : Walter Lewington | Spectateurs : 30 000 Arbitrage : Walter Lewington |
| 14 avril 1935 · 15h00 · Historique des rencontres | Rapport                                           |         |         | Spectateurs : 30 000 Arbitrage : Walter Lewington | Spectateurs : 30 000 Arbitrage : Walter Lewington |

| Match amical                           | Suisse                                  | 1 - 0   | République d'Irlande | Rankhof, Bâle                                  |                                                |
| 5 mai 1935 · Historique des rencontres | Weiler 62e (pen.) · Frigerio 62e (pen.) | (0 - 0) |                      | Spectateurs : 23 000 Arbitrage : Alois Beranek | Spectateurs : 23 000 Arbitrage : Alois Beranek |
| 5 mai 1935 · Historique des rencontres | Rapport                                 |         |                      | Spectateurs : 23 000 Arbitrage : Alois Beranek | Spectateurs : 23 000 Arbitrage : Alois Beranek |

| Match amical                            | Belgique                          | 2 - 2   | Suisse                           | Heysel, Bruxelles                                 |                                                   |
| 30 mai 1935 · Historique des rencontres | Minelli 52e (csc) · van Beeck 58e | (0 - 2) | 23e (csc) Stijnen · 35e Kielholz | Spectateurs : 27 000 Arbitrage : Johannes Mutters | Spectateurs : 27 000 Arbitrage : Johannes Mutters |
| 30 mai 1935 · Historique des rencontres | Rapport                           |         |                                  | Spectateurs : 27 000 Arbitrage : Johannes Mutters | Spectateurs : 27 000 Arbitrage : Johannes Mutters |

| Match amical                                | Suisse                   | 2 - 1   | France          | Les Charmilles, Genève                            |                                                   |
| 27 octobre 1935 · Historique des rencontres | Abegglen 41e · Jäggi 56e | (1 - 1) | 3e (csc) Weiler | Spectateurs : 25 000 Arbitrage : Walter Lewington | Spectateurs : 25 000 Arbitrage : Walter Lewington |
| 27 octobre 1935 · Historique des rencontres | Rapport                  |         |                 | Spectateurs : 25 000 Arbitrage : Walter Lewington | Spectateurs : 25 000 Arbitrage : Walter Lewington |

| Match amical                                | Suisse                  | 2 - 0   | Norvège | Hardturm, Zurich                                  |                                                   |
| 3 novembre 1935 · Historique des rencontres | Stelzer 60e · Jäggi 75e | (0 - 0) |         | Spectateurs : 24 000 Arbitrage : Karl Weingärtner | Spectateurs : 24 000 Arbitrage : Karl Weingärtner |
| 3 novembre 1935 · Historique des rencontres | Rapport                 |         |         | Spectateurs : 24 000 Arbitrage : Karl Weingärtner | Spectateurs : 24 000 Arbitrage : Karl Weingärtner |

| Match amical                                 | Hongrie                                                | 6 - 1   | Suisse       | Üllöi Uti, Budapest                                 |                                                     |
| 10 novembre 1935 · Historique des rencontres | Cseh 22e · Toldi 40e · Vincze 45e 90e · Sárosi 67e 82e | (3 - 0) | 73e Abegglen | Spectateurs : 16 000 Arbitrage : Rinaldo Barlassina | Spectateurs : 16 000 Arbitrage : Rinaldo Barlassina |
| 10 novembre 1935 · Historique des rencontres | Rapport                                                |         |              | Spectateurs : 16 000 Arbitrage : Rinaldo Barlassina | Spectateurs : 16 000 Arbitrage : Rinaldo Barlassina |